# Velike Bloke
Velike Bloke su selo u općini Bloke u južnoj Sloveniji. Velike Bloke se nalaze u pokrajini Notranjska.

## Stanovištvo
Prema popisu stanovništva iz 2002. godine Velike Bloke su imala 212 stanovnika.